# نیروهای شر در آیین زردشتی
نیروهای شر در آیین زردشتی به آن دسته از نیروهای مافوق انسانی گفته می‌شود که در خدمت انگره مینو یا اهریمن اند و برطبق سنت دینی مزدیسنا با آفریدگار و آفریده‌های او که عالم هستی است عناد و دشمنی دارند. این نیروها به صورت دیوهای کماله و گاهی دیوهای رده پایین‌تر هستند و معمولاً هرکدام وظیفهٔ معینی دارند. از آنجایی که در جهان بینی مزدیسنا دنیا محل نبرد نیروهای خیر و شر است وظیفه دینی هر فرد زرتشتی این است که این نیروها و عملکرد منفی آن هارا شناخته و با فریب نخوردن برابر آن‌ها مبارزه کرده و تا جایی که می‌تواند به آبادی جهان خدمت نماید.